# Millheim
Millheim es un borough ubicado en el condado de Centre en el estado estadounidense de Pensilvania. En el año 2000 tenía una población de 749 habitantes y una densidad poblacional de 98 personas por km².

## Geografía
Millheim se encuentra ubicado en las coordenadas 40°53′28″N 77°28′33″O / 40.89111, -77.47583.

## Demografía
Según la Oficina del Censo en 2000 los ingresos medios por hogar en la localidad eran de $37,000 y los ingresos medios por familia eran $40,682. Los hombres tenían unos ingresos medios de $30,179 frente a los $20,104 para las mujeres. La renta per cápita para la localidad era de $19,511. Alrededor del 11.9% de la población estaba por debajo del umbral de pobreza.